# Васюков Костянтин Вікторович
Костянтин Вікторович Васюков (нар. 10 січня 1981) — український легкоатлет, який спеціалізувався у спринті, чемпіон Європи (2002), багаторазовий чемпіон України, рекордсмен України. Майстер спорту України міжнародного класу (2002). Закінчив Донецький інститут внутрішніх справ (2001).
11 серпня 2002 на Чемпіонаті Європи в Мюнхені разом з Костянтином Рураком, Анатолієм Довгалем та Олександром Кайдашем у складі збірної України повторив досі чинний рекорд України в естафетному бігу 4×100 метрів (38,53), встановлений у 1996.
5 березня 2005 на чемпіонаті Європи в приміщенні в Мадриді був у фіналі бігу на 60 метрів четвертим. Проте, через дискваліфікацію британця Марка Льюїса-Френсіса, який первісно був другим, отримав бронзову медаль континентальної першості. По завершенні чемпіонату, 14 березня 2005 «за порушення спортивного режиму та етичних норм під час перебування на чемпіонаті Європи в приміщенні» був умовно дискваліфікований Федерацією легкої атлетики України, разом зі стрибуном з жердиною Денисом Юрченком, на 2 роки.

## Основні міжнародні виступи
| Рік  | Змагання                       | Місто    | Місце | Дисципліна | Примітки |
| ---- | ------------------------------ | -------- | ----- | ---------- | -------- |
| 1999 | Чемпіонат Європи серед юніорів | Рига     | 3     | 100 м      |          |
| 2000 | Чемпіонат світу серед юніорів  | Сантьяго | 2пф6  | 100 м      |          |
| 2000 | 2чф6                           | 200 м    |       |            |          |
| 2002 | Кубок Європи                   | Ансі     | ф8    | 100 м      |          |
| 2002 | Чемпіонат Європи               | Мюнхен   | 3заб7 | 100 м      |          |
| 2002 | 1                              | 4×100 м  |       |            |          |
| 2002 | Кубок світу                    | Мадрид   | ф4    | 4×100 м    |          |
| 2003 | Чемпіонат світу                | Париж    | 2заб  | 4×100 м    | DQ       |
| 2005 | Чемпіонат Європи в приміщенні  | Мадрид   | 3     | 60 м       |          |
| 2005 | Універсіада                    | Ізмір    | 2пф7  | 100 м      |          |
| 2006 | Чемпіонат світу в приміщенні   | Москва   | 3пф4  | 60 м       |          |
| 2006 | Чемпіонат Європи               | Гетеборг | 1заб  | 100 м      | DQ       |
| 2006 | ф7                             | 4×100 м  |       |            |          |
| 2010 | Командний чемпіонат Європи     | Берген   | ф5    | 4×100 м    |          |